# Windpark Piesberg
Der Windpark Piesberg ist ein Windpark auf dem 188 m ü. NHN hohen Piesberg bei Osnabrück. Er umfasst seit 2010 drei Windkraftanlagen des Herstellers Enercon mit einer Gesamtleistung von 6 MW. Im Jahr 1990 wurde an diesem Standort die erste Windkraftanlage im Landkreis Osnabrück sowie eine der ersten im norddeutschen Binnenland in Betrieb genommen.

## Geschichte
Der Windpark gehört zu den ältesten Windkraftstandorten im deutschen Binnenland. Im Jahr 1990 wurde die erste Windkraftanlage auf der Westseite des Berges (180 m ü. NN) gebaut und am 20. September desselben Jahres durch die damalige Bürgermeisterin Ursula Flick in Betrieb genommen. Bei dem errichteten Anlagentyp handelte es sich um das Modell Enercon E-32 des Auricher Windkraftanlagenherstellers Enercon. Sie hatte eine Gesamthöhe von 48 m, bei einer Turmhöhe von 32 m und einem Rotordurchmesser von ebenfalls 32 m. Mit einer Leistung von 280 kW konnte sie rund 200 Haushalte mit Strom versorgen und gehörte 1990 zu den leistungsstärksten Windkraftanlagen im Binnenland. Diese Windkraftanlage war zugleich die erste im Landkreis Osnabrück.
Außerdem erzeugte sie rund 600.000 kWh Strom pro Jahr und übertraf damit die Erwartungen von 400.000 kWh deutlich.
1994 wurden drei weitere Windkraftanlagen auf der Felsrippe gebaut. Bei diesen handelte es sich um das Modell Enercon E-40 des gleichen Herstellers mit 500 kW Nennleistung bei einer Nabenhöhe von 42 m und einem Rotordurchmesser von 40 m. Anders als der Vorgänger besitzt dieser Anlagentyp kein Getriebe mehr.
2002 wurde die Enercon E-32 abgebaut und durch eine vierte E-40 ersetzt. Zusammen speisten die vier Anlagen des Windparks rund 3,6 Mio. kWh Strom pro Jahr in das Netz der Stadtwerke, etwa 0,5 % des gesamten Stromverbrauches der Stadt Osnabrück.

### Repowering
Ein Ersatz der 1994 gebauten Anlagen war seit 2007 konkret geplant. Ausschlaggebend war ein Beschluss des Stadtrats, zukünftig nur noch in regenerative Energieerzeugung zu investieren. Hierdurch sollten von 1990 bis 2020 der Ausstoß von Treibhausgasen um 40 % reduziert werden. Im Juni 2009 beschloss die Stadt Osnabrück das Repowering des Windparks auf dem Piesberg mit drei Anlagen des Typs Enercon E-82. Hierzu wurde der Bebauungsplan geändert, um die bisher bestehende Höhenbegrenzung für den Bau der neuen Anlagen aufzuheben.
Als problematisch erwies sich das Umfeld des Windparkstandorts auf der Felsrippe: Abgesehen vom unmittelbar angrenzenden Steinbruch stellt diese ein FFH-Gebiet für bedrohte Fledermausarten dar. Zudem befindet sich die nächstgelegene Wohnbebauung in Wallenhorst-Lechtingen nur rund 500 m entfernt. Da unmittelbar südlich an die Felsrippe die eine Mülldeponie angrenzt, war der Platz bereits sehr begrenzt. Über einen Zeitraum von zwei Jahren wurde daher ein Monitoring durchgeführt, um das Flugverhalten der Fledermäuse am Standort zu erforschen. Ein eigens erstelltes Gutachten befürwortete den Bau größerer Anlagen, wenn diese in den Monaten Mai, August und September bei geringerer Windgeschwindigkeit nachts und in der Dämmerung abgeschaltet werden. Der Nähe zur Wohnbebauung ist geschuldet, dass der verbaute Anlagentyp statt mit zunächst geplanten 138 m Nabenhöhe mit kleinerem Türmen von 108 m bzw. 98 m bei der östlichsten Anlage realisiert wurde.
Im September 2009 wurde nach einem rund zweijährigem Verfahren die Genehmigung nach dem Bundes-Immissionsschutzgesetz der Stadtwerke Osnabrück AG für die drei neuen Anlagen erteilt. Im November begann der Abbau und die Verschrottung der drei Anlagen von 1994, während die zu diesem Zeitpunkt erst acht Jahre alte Anlage von 2002 weiter betrieben wurde. Der Bau der drei neuen Anlagen gestaltete sich als sehr aufwändig, da für die Standsicherheit der Boden bis in eine Tiefe von 3,5 m ausgetauscht werden musste. Der Aufbau der Türme folgte in der ersten Jahreshälfte 2010.
Offizielle Eröffnung des erneuerten Windparks war am 6. August 2010. Mit 2000 kW Nennleistung verfügt jede der drei neuen Anlagen die vierfache Nennleistung ihrer Vorgänger. Zwei der Anlagen verfügen über eine Nabenhöhe von 109 m, die dritte ist bis zur Gondel 98 m hoch. Alle drei haben einen Rotordurchmesser von 82 m.
Im Juli 2017 wurde die letzte Enercon E-40 für den Gesteinsabbau der Firma CEMEX Kies & Splitt GmbH endgültig demontiert, womit auf dem Piesberg heute nur noch drei Anlagen stehen. Da die Altanlage nicht verschrottet wird, wäre ein Weiterbetrieb an einem anderen Standort möglich.

## Umgestaltung der Felsrippe
Nach Abschluss des Repowerings begann die Umgestaltung der Felsrippe auf dem Piesberg in einen Kultur- und Landschaftspark. Dabei wurden die Windkraftanlagen in das Gesamtkonzept integriert. Die Planungen hierzu verliefen parallel zum Repowering.
Um die Felsrippe zu erreichen, wurde im September 2010 von Süden her eine Treppe mit 269 Stufen (die „Erdzeitalter-Treppe“) eröffnet. Der Turm einer der Windkraftanlagen von 1994 wurde stehen gelassen, rot gestrichen und ab Ende 2011 als Aussichtsturm weiter genutzt.
Am Turm der westlichsten der drei Enercon E-82 befindet sich ein Höhenvergleich der Anlagen auf den Piesberg zu noch höheren Bauwerken in Deutschland. Am Turm aufgemalt sind eine Enercon E-40, eine Enercon E-82, die St.-Katharinen-Kirche in Osnabrück, der Kölner Dom und der Messeturm Frankfurt am Main. Zum Zeitpunkt des Repowerings betrugen die maximalen Nabenhöhen von Windkraftanlagen typischerweise rund 140 m.

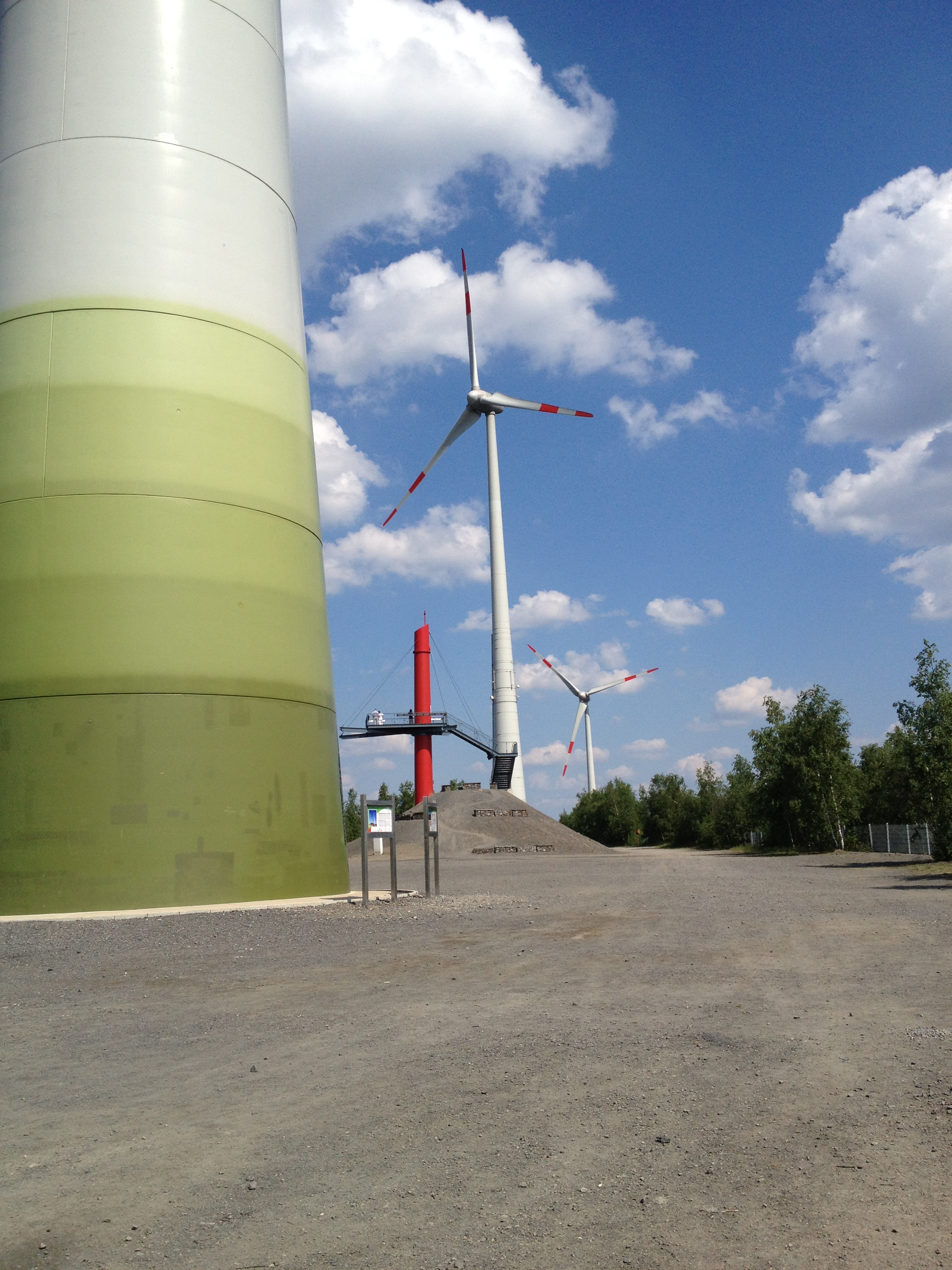
Integration der Windkraftanlagen in die neu gestaltete Felsrippe
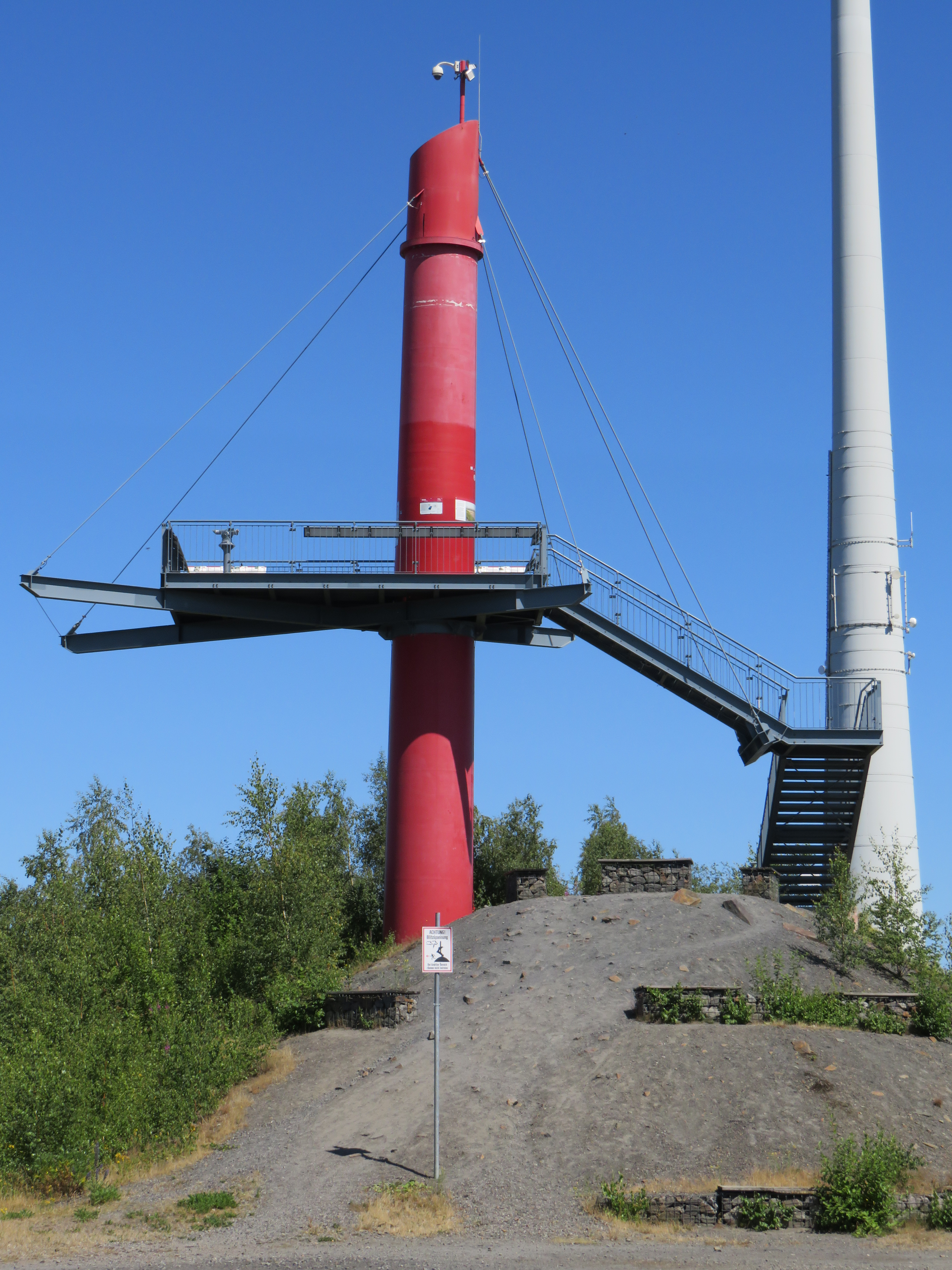
Aussichtsturm Piesberg
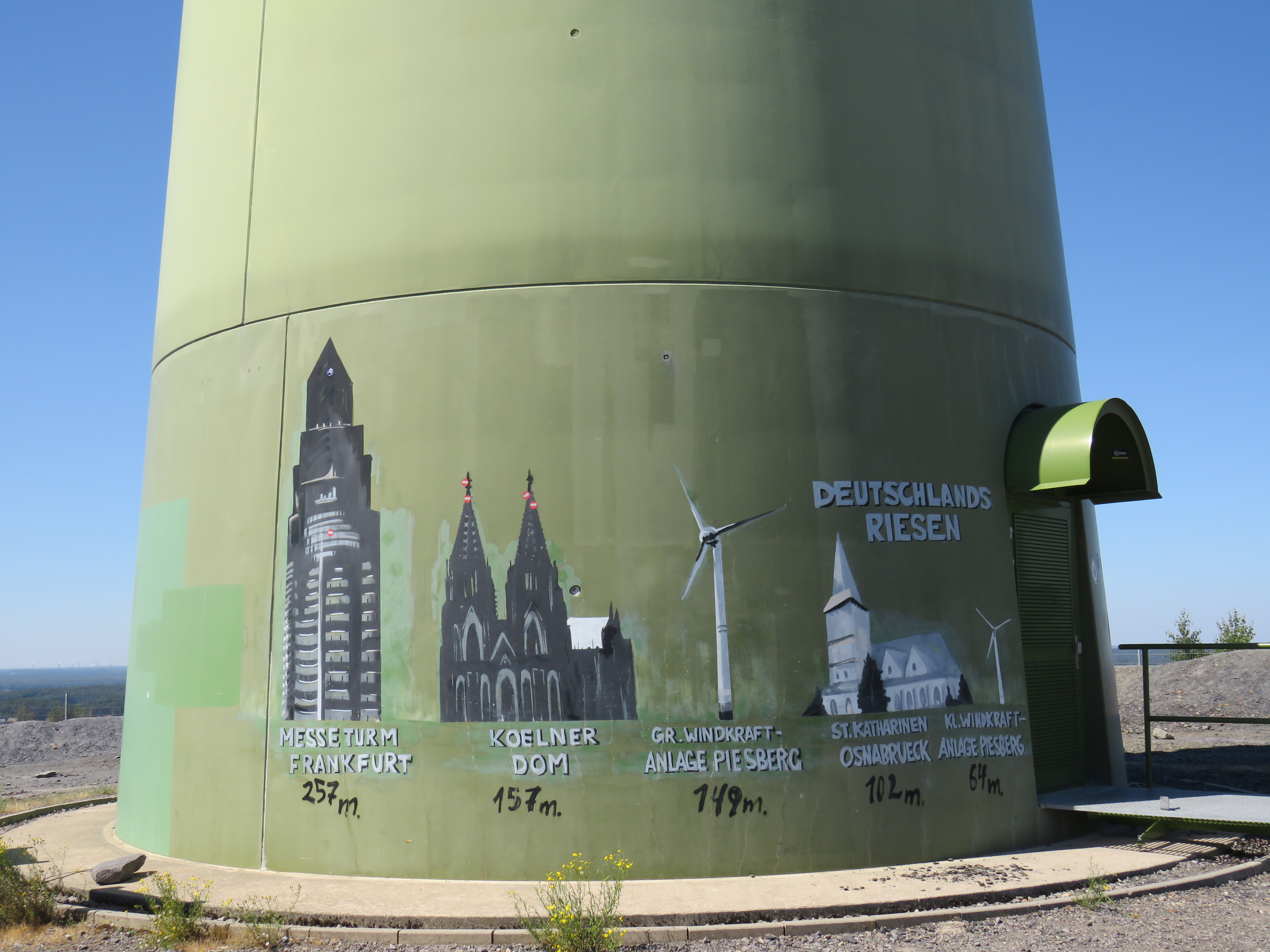
Höhenvergleich
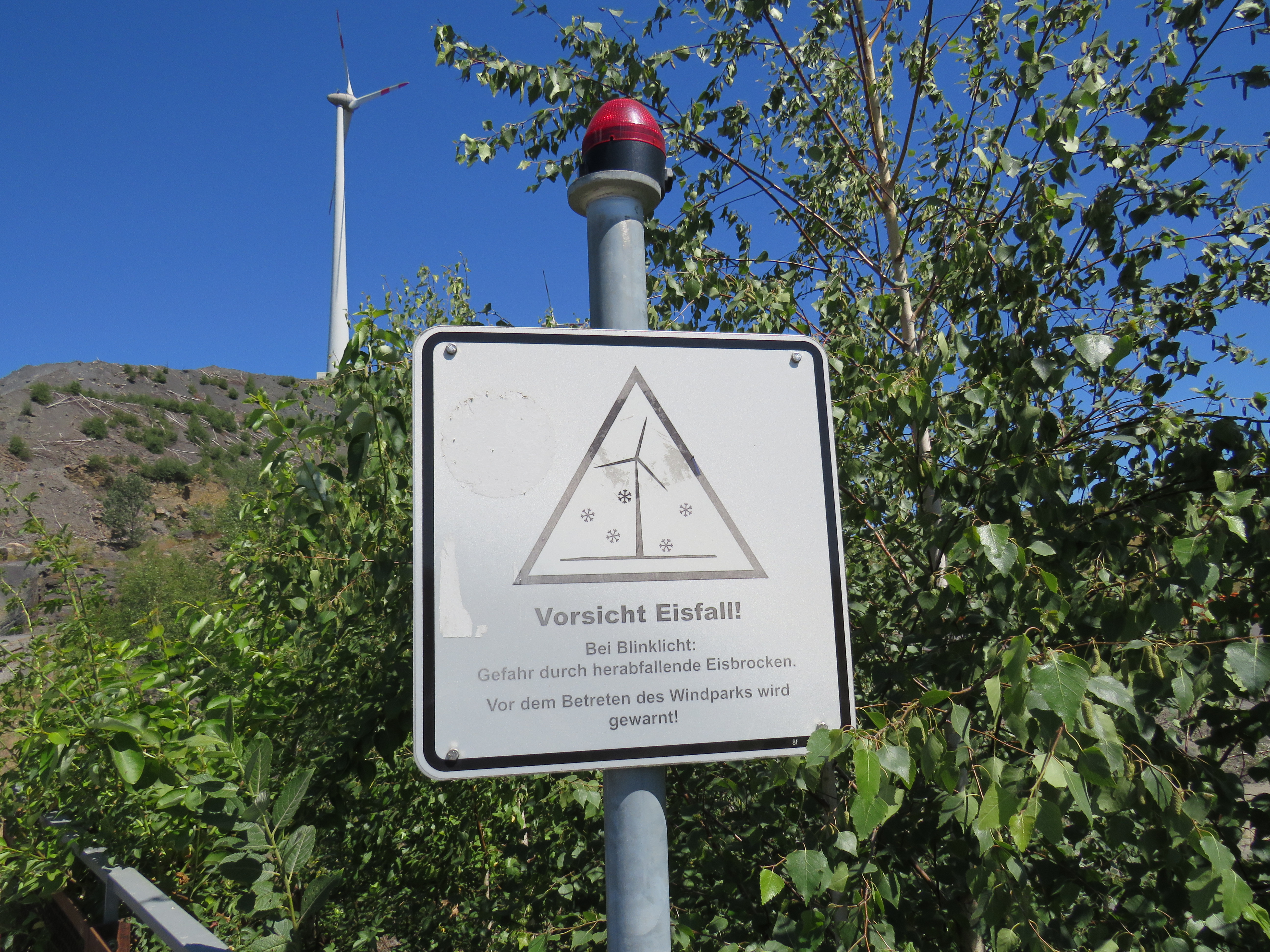
Warnschild vor Eisabwurf mit Warnlicht

## Windkraftanlagen
Die folgende Tabelle zeigt die gebauten Windkraftanlagen und ihre Kennzahlen:
| Anzahl | Typ               | Leistung [kW] | Rotordurchmesser [m] | Baujahr | Rückbau |
| ------ | ----------------- | ------------- | -------------------- | ------- | ------- |
| 1      | Enercon E-32      | 280           | 32                   | 1990    | 2002    |
| 3      | Enercon E-40 5.40 | 500           | 40                   | 1994    | 2010    |
| 1      | Enercon E-40 5.40 | 500           | 40                   | 2002    | 2017    |
| 3      | Enercon E-82      | 2.000         | 82                   | 2010    |         |